# Xin chào, ngày xưa ấy
Xin chào, ngày xưa ấy (tiếng Trung: 你好，旧时光 , tiếng Anh: My Huckleberry Friends) là một bộ phim học đường Trung Quốc, sản xuất năm 2017, được chuyển thể từ tiểu thuyết cùng tên của Bát Nguyệt Trường An, phim cũng được xem như là phần hai của “Điều tuyệt nhất của chúng ta” khi kể về câu chuyện đáng yêu thời thanh xuân, là tình thầy trò, tình bạn cũng như những tình cảm chân thành tuổi mới lớn trong bối cảnh tại trường trung học Chấn Hoa.

## Sơ lược nội dung
Dư Châu Châu, một nữ thần đồng toán học, thách thức các giáo viên và mong đợi của gia đình, cô đã chọn học nghệ thuật tự do. Mặc dù sự chuyển đổi từ toán học và khoa học sang ngành nghệ thuật tự do là khó khăn, cô đã tìm thấy niềm vui trong những thử thách mới, cũng như kết thêm bạn mới và kết nối lại cuộc sống với những người thân yêu cũ. Câu chuyện kể về hành trình vượt qua nỗi đau của Dư Châu Châu cùng hàn gắn mối quan hệ với người bạn từ nhỏ Lâm Dương sau khoảng thời gian xa cách vì những tác động khác nhau từ cuộc sống.
Nguyên tác: Nội dung của Xin chào ngày xưa ấy xoay quanh nhân vật trung tâm là Dư Châu Châu. Dư Châu Châu là con riêng của cục trưởng Châu, người đã bỏ rơi hai mẹ con cô để lấy một tiểu thư con nhà quyền thế. Sinh ra trong vòng tay của người mẹ đơn thân, Châu Châu nhỏ bé đã phải chịu sự ghẻ lạnh, coi thường của hàng xóm, bạn bè và thầy cô, nhưng cô bé luôn bỏ ngoài tai những điều đó, sống lạc quan trong thế giới nhỏ của riêng mình: nơi có những nhân vật hoạt hình như Saint Seiya, Athena, … Cô tự coi mình giống như một đại hiệp chính nghĩa, cho dù bị vùi dập vẫn cố gắng bảo vệ mình và những người thân yêu. Mạch truyện theo dấu Châu Châu từ khi còn nhỏ đến khi trưởng thành, trong phim thì tập trung vào thời cấp ba của Châu Châu và có flashback xen lẫn quá khứ đủ để hé mở với người xem về thân phận của cô bé. Châu Châu có tài năng thiên bẩm với toán học, thế nhưng tâm hồn cô vẫn hướng về nghệ thuật và theo học khối xã hội.

## Nhân vật
| Diễn viên        | Nhân vật         | Giới thiệu |
| ---------------- | ---------------- | --- |
| Lý Lan Địch      | Dư Châu Châu     | Học bá giỏi toán của trường trung học Chấn Hoa, cạnh trang với Lăng Tường Xuyến cho vị trí người đứng đầu ban Xã hội. Mẹ mất sớm, cha không nhận con gái, sống cùng với gia đình người dì. |
| Trương Tân Thành | Lâm Dương        | Học bá Chấn Hoa được nhiều người mến mộ, gia cảnh tốt, IQ cao, tính cách hào sảng giúp đỡ bạn bè. Quen biết Dư Châu Châu từ khi còn nhỏ, luôn một lòng hướng về phía Châu Châu. Ngoài ra còn được biết tới là người bạn thân nhất của Dư Hoài dù hai người học khác lớp. Có liên quan đến vụ tai nạn của mẹ và dượng Châu Châu và rất day dứt về điều đó. |
| Lý Kiên Kiên     | Mễ Kiều          | Học sinh lớp số 3 Chấn Hoa, bạn thân nhất của Dư Châu Châu. Chủ tịch CLB Anime, là người có tính cách hào sảng, trượng nghĩa. Tuy nhiên mắc phải một căn bệnh hiểm nghèo, có tình cảm với Bôn Bôn |
| Tào Ân Tề        | Trần An          | |
| Châu Trừng Úc    | Bôn Bôn          | |
| Triệu Kiện Lôi   | Tưởng Xuyên      | |
| Thang Mộng Giai  | Lăng Tường Xuyến | |
| Trần Bằng Vạn Lý | Sở Thiên Khoát   | |
| Hứa Mộng Viên    | Tân Duệ          | |

## Nhạc phim
| STT | Nhan đề                                                        | Ca sĩ             | Thời lượng |
| --- | -------------------------------------------------------------- | ----------------- | ---------- |
| 1.  | "Ảo ảnh thời gian (时光遐想)" (Bài hát chủ đề)                 | Hứa Phi           | 3:54       |
| 2.  | "Ánh dương của tôi (我的光)" (Bài hát mở đầu)                  | Hoàng Nhã Lị      | 4:29       |
| 3.  | "Ánh dương của tôi (我的光)"                                   | Châu Tử Diễm      | 4:29       |
| 4.  | "Bài ca cách xa/ Quyền lựa chọn (遥远的歌)" (Bài hát kết thúc) | Lưu Tích Quân     | 2:54       |
| 5.  | "Chúng ta là bạn tốt (我的好朋友)"                             | Trương Nhất Nhiên | 4:35       |
| 6.  | "Yêu người giữa lúc tôi mười tám (爱你的我十八岁)"             | Tả Nhan           | 3:38       |
| 7.  | "Gió (风)"                                                     | Uông Tiểu Mẫn     | 4:26       |
| 8.  | "Người trong thành phố (城市中的一些人)"                       | Lý Kỳ             | 4:42       |
| 9.  | "Bí mật không thể nói ra (未说完的秘密)"                       | Tôn Tử Hàm        | 4:36       |
| 10. | "Cảm ơn (谢谢侬)"                                              | Trần Dịch Tấn     | 4:20       |
| 11. | "Mười năm (十年)"                                              | Trần Dịch Tấn     | 3:25       |
| 12. | "Bọt biển (泡沫)"                                              | Hoa Nhi nhạc đoàn | 5:15       |

## Giải thưởng và đề cử
| Giải thưởng                                        | Hạng mục                  | Được đề cử | Kết quả   | Ref.              |
| -------------------------------------------------- | ------------------------- | ---------- | --------- | ----------------- |
| Giải Kim Kê lần thứ 29                             | Phim truyền hình xuất sắc |            | Đề cử     | [ cần dẫn nguồn ] |
| Liên hoan phim và truyền hình Hoành Điếm lần thứ 5 | Phim truyền hình xuất sắc | Li Jia     | Đoạt giải | [ 2 ]             |